# Diferenciación sexual

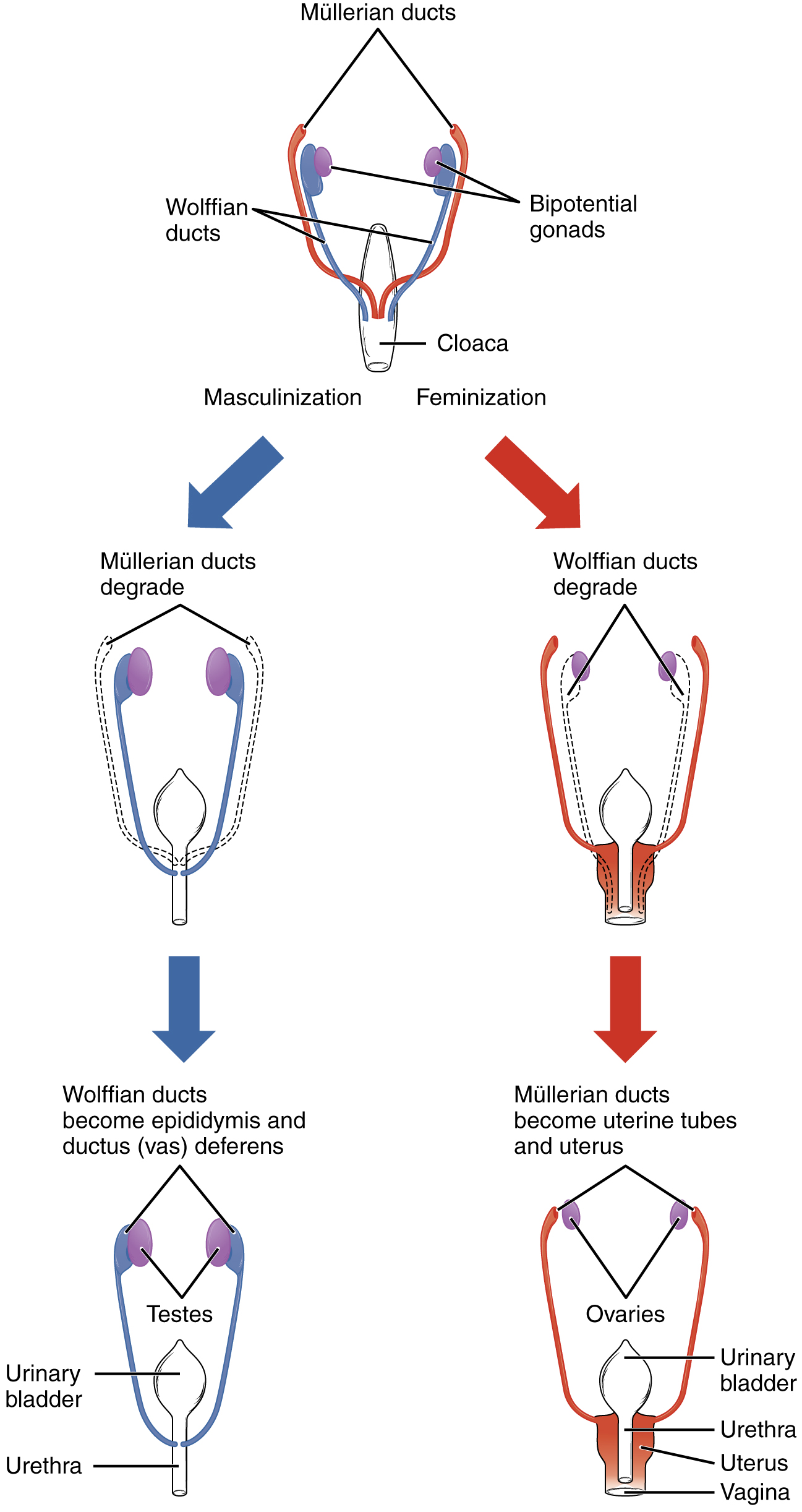
La diferenciación de los sistemas reproductores masculino y femenino no se produce hasta el periodo fetal de desarrollo.

La diferenciación sexual o sexuación es el conjunto de fases biológicas que contribuyen a la caracterización de los individuos de una especie, tanto su sexo genético como el consecuente sexo fisiológico. 
La diferenciación sexual es el conjunto de fases biológicas que contribuyen a la caracterización del sexo de los individuos de una especie.

## Desarrollo masculino en la gestación según los andrógenos
Durante el desarrollo de los mamíferos, al principio las gónadas pueden transformarse tanto en ovarios como en testículos. En el ser humano, a partir de la cuarta semana ya se pueden encontrar unas gónadas rudimentarias en el mesodermo intermedio cerca de los riñones en desarrollo. Hacia la 6.ª semana, se desarrollan los cordones sexuales epiteliales en los testículos en formación e incorporan las células germinales mientras se desplazan hacia las gónadas. En los varones, ciertos genes del cromosoma Y, en especial el gen SRY, controlan el desarrollo del fenotipo masculino, incluyendo la conversión de la gónada bipotencial primitiva en testículos. En los varones, los cordones sexuales invaden por completo las gónadas en desarrollo.
A partir de la 8.ª semana de desarrollo fetal humano, aparecen las células de Leydig en las gónadas diferenciadas masculinas. Las células epiteliales derivadas del mesodermo de las cuerdas sexuales de los testículos en desarrollo se transforman en células de Sertoli cuya función será facilitar la formación de esperma. Entre los túbulos existe una población menor de células no epiteliales, las células de Leydig encargadas de la producción de andrógenos. Las células de Leydig se pueden considerar las productoras de andrógenos, que funcionan a modo de hormonas paracrinas y son necesarias para que las células de Sertoli puedan facilitar la producción de esperma. Al poco tiempo de diferenciarse, las células de Leydig empiezan a producir andrógenos, necesarios para la masculinización del feto varón en desarrollo (incluida la formación del pene y del escroto). Por influencia de los andrógenos, ciertos restos del mesonefros, los conductos mesofrénicos, evolucionan en epidídimos, conducto deferente y vesículas seminales. Esta acción de los andrógenos recibe el apoyo de una hormona de las células de Sertoli, la HAM, la cual evita que los conductos embriónicos de Müller se transformen en trompas de falopio u otro tejido del aparato reproductor femenino en los embriones masculinos. Las HAM y los andrógenos colaboran para permitir el movimiento normal de los testículos hacia el escroto.
Antes de la producción de la hormona pituitaria HL que empieza en el embrión a partir de las semanas 11-12, la gonadotrofina coriónica humana (GCh) potencia la diferenciación de las células de Leydig y su producción de andrógenos. La acción de los andrógenos en los tejidos diana suele suponer la conversión de testosterona en dihidrotestosterona 5α (DHT).

### Desarrollo femenino en la gestación según las hormonas ováricas
Las hormonas ováricas son los estrógenos y la progesterona. Como función conjunta, son las responsables del desarrollo de los caracteres secundarios que marcan algunas diferencias entre el hombre y la mujer, como la contextura física, tono de la voz, distribución del vello y la grasa corporal, etc.
Son compuestos policíclicos derivados del colesterol. Estas hormonas circulan por la sangre unidas casi por completo a varias proteínas plasmáticas.
Específicamente, el estrógeno influye en el desarrollo de los caracteres y en la maduración de los órganos femeninos. El estradiol es el estrógeno más importante, encargado del desarrollo de los cambios observados en el cuerpo de la mujer en la pubertad y la edad adulta, como el desarrollo de los llamados órganos diana del sistema reproductor: mamas, y útero. También del ensanchamiento de la pelvis, crecimiento y distribución del vello corporal y la iniciación del ciclo menstrual.
Por su parte, la progesterona influye en el desarrollo de las glándulas mamarias y prepara el útero para la implantación del óvulo. Aumenta sus niveles a partir del día 14 del ciclo menstrual e induce en el útero cambios imprescindibles para la implantación del óvulo que ha sido fecundado. También interviene durante el embarazo en la preparación de las mamas para la lactancia.

## Desarrollo en la pubertad
La hormona dominante en el desarrollo femenino es el estradiol, un estrógeno. Mientras el estradiol promueve el crecimiento de mamas y del útero, es también la principal hormona conductora del crecimiento pubertal y de la maduración epifiseal y cierre. Los niveles de estradiol suben más temprano y quedan más tiempo levels en mujeres que en hombres.

### En la mujer
Los cambios físicos en niñas son:
- Crecimiento de vello púbico.
- Cambios en la vagina, el útero, y los ovarios.
- Inicio de la menstruación y fertilidad.
- Cambio en la forma pélvica, redistribución de la grasa y composición corporal.
- Crecimiento de vello facial y corporal.
- Aumento de estatura.
- Olor corporal, cambios en la piel y acné.

### En el hombre
Los cambios físicos en niños son:
- Desarrollo de la musculatura.
- Crecimiento de los testículos.
- Vello púbico en los niños.
- Erecciones involuntarias del pene.
- Vello facial y corporal.
- Emisión nocturna.
- Crecimiento del pene.
- Engrosamiento de la voz.
- Olor corporal.
- Crecimiento en estatura.

## Sexuación del cerebro
Como se ha dicho en muchas ocasiones, el cerebro es considerado el órgano sexual más importante del ser humano, y probablemente también en muchos otros mamíferos. Por ello, es necesario plantearse de qué manera el cerebro adquiere unas características sexuales, y por tanto de qué manera se producen las diferencias entre los cerebros de un mismo sexo, de diferente sexo, en una misma identidad sexual o en diferente y en una misma orientación sexual o entre diferentes.

### El papel de las hormonas sexuales
Diversas investigaciones realizadas entre los años setenta y ochenta por un grupo dirigido por el Dr. Günter Dörner, les permitieron llegar a un conjunto de conclusiones sobre la organización sexual del cerebro en mamíferos de laboratorio y en la especie humana¹.
- En el cerebro hay regiones diferentes responsables para el comportamiento sexual masculino o femenino [sin sustento científico].

- Alteraciones en los niveles de hormonas sexuales específicas de sexo producidas en periodos críticos del desarrollo dan lugar a cambios estructurales y/o bioquímicos permanentes. Tales cambios son asociados con variaciones a largo plazo en el comportamiento y orientación sexual. Así, el desarrollo de la bisexualidad o de la homosexualidad puede ser producido por una deficiencia de andrógenos en los machos y un exceso de andrógenos en las hembras durante el periodo de organización sexual del cerebro.

- Los efectos de las hormonas sexuales sobre el desarrollo del cerebro están mediatizados, al menos en parte, por los neurotransmisores. Tales neurotransmisores son organizadores del cerebro dependientes tanto de los genes como del ambiente.

- En cualquier caso, los efectos de los genes, las hormonas sexuales y el ambiente psicosocial sobre la diferenciación, maduración y función sexual del cerebro no pueden considerarse como alternativas, sino más bien como factores complementarios.

- Los periodos críticos de diferenciación específica de sexo correspondientes a los llamados centros sexuales, centros de apareamiento y centros de rol de género del cerebro no son completamente coincidentes, pero sí solapantes. Las hormonas sexuales son responsables, al menos parcialmente, de la organización de la secreción de gonadotropinas específicas de sexo, de la orientación sexual y del rol de género:

- Los centros de sexo, que controlan la secreción de gonadotropinas de tipo femenino o masculino, son organizados exclusivamente por estrógenos que derivan principalmente de andrógenos sintetizados en el propio cerebro.

- Los centros de apareamiento, que controlan la orientación sexual, son organizados por la acción conjunta de estrógenos y andrógenos que pueden o no ser convertidos a estrógenos.

- Los centros de rol de género, que controlan el comportamiento sexual femenino o masculino, están organizados exclusivamente por andrógenos.

- La diferenciación sexual del cerebro no depende solo de los niveles de hormonas sexuales presentes, sino también de la proporción en que se encuentran. Ello explica las posibles combinaciones que pueden darse de presencia o ausencia de secreciones de gonadotropinas, orientación sexual y comportamiento sexual.

- La etapa final en el proceso de diferenciación sexual del ser humano consiste en adquirir la identidad de género; es decir, tener el autoconcepto de ser varón o hembra. Este autoconcepto depende, por un lado, de la diferenciación somática y psíquica controlada por hormonas sexuales durante el periodo prenatal, y, por otro lado, de las influencias psicosociales postnatales.

A pesar de estas conclusiones, es necesario comentar que algunos autores rechazan como concluyentes dichas investigaciones sobre el posible papel de las hormonas sexuales en la sexualización del cerebro.

### Dimorfismo sexual en la organización del cerebro
En general, las investigaciones encaminadas en desvelar los posibles orígenes biológicos de la orientación sexual se agrupan en dos grandes grupos, las centradas en el posible origen genético y las centradas en el origen neuroanatómico.
El primer descubrimiento relevante que apoyaba la teoría del dimorfismo cerebral entre machos y hembras fue llevado a cabo en 1978 por Roger A. Gorski y su grupo de colaboradores. En esa investigación se llegó a la conclusión de que existía un grupo de células situadas en el Área preóptica del hipotálamo del cerebro de ratas macho y que formaba un conjunto de un tamaño mucho mayor (hasta 7 veces) que en el cerebro de ratas hembra. A dicho grupo de células del área preóptica que mostraba dimorfismo sexual lo denominaron núcleo con dimorfismo sexual del área preóptica (SDN-POA). Es importante indicar, además, que desde hacía tiempo se venía relacionando el área preóptica del cerebro con el comportamiento sexual. Posteriormente se comprobó que la diferencia de tamaños del SDN-POA se debía a la distinta exposición a los andrógenos en las primeras etapas del desarrollo. Más tarde se demostró que además del SDN-POA, hay otros núcleos en el hipotálamo de diversas especies de roedores que muestran dimorfismo sexual.
En cuanto al desarrollo en la gestación, las neuronas que forman los núcleos tienen gran cantidad de receptores de hormonas sexuales, tanto andrógenos como estrógenos. Y aunque el número inicial de neuronas en el área preóptica  medial es similar en las hembras, la secreción de testosterona por los testículos de feto macho poco antes del parto estabiliza la población neuronal del núcleo, mientras que la ausencia de testosterona en los fetos hembra produce la muerte de muchas neuronas con la correspondiente disminución de tamaño en el cerebro de los machos. Sin embargo hay que destacar que las neuronas de la región preóptica son sensibles a los andrógenos únicamente en los días anteriores y posteriores al nacimiento.
A partir de los anteriores descubrimientos se trató de comprobar si en la especie humana también había núcleos hipotalámicos con dimorfismo sexual. De este modo se estudiaron los núcleos intersticiales del hipotálamo anterior (es decir, INAH-1, INAH-2, INAH-3, INAH-4) en cerebros de varón y de mujer, obteniéndose como resultó que el tercer núcleo intersticial del hipotálamo anterior (INAH-3) es el que muestra un dimorfismo más claro (¹Juan Ramón Lacadena, 1998)

### Sexuación de la identidad
Así mismo, la identidad sexual sería tal vez el producto más importante de la sexualización
del cerebro, pero no el único. La identidad masculina o femenina residiría, posiblemente, en la presencia mayoritaria de caracteres sexuales en el cerebro, de un tipo o de otro; o en todo caso de algún carácter sexual en especial.
Por otro lado cabe destacar que no todos los cerebros femeninos son iguales, ni todos los masculinos, pero sin embargo es posible hacer un promedio de los distintos caracteres para construir un «cerebro estándar masculino» y «un cerebro estándar femenino», o incluso identificar aquellos rasgos más significativos de dichos «cerebros estándares» y suponer que el «cerebro totalmente masculino» será aquel (ideal) que tiene en valores máximos todos los rasgos diferenciadores identificados en el «cerebro estándar masculino», y del mismo modo es factible construir un «cerebro totalmente femenino» que será diferente del «cerebro estándar femenino», ya que éste es un promedio, y el «totalmente femenino» es un «extremo supuesto». Todos esos casos suponen construcciones abstractas irreales, pero que tratan de medir «la masculinidad» o «la femenidad» del cerebro de cada persona.
Quizá sea posible trazar una distribuciones gaussianas para cada una de las propiedades diferenciadoras de los cerebros reales masculino y femenino, marcando en el eje X una propiedad cuantificada, y en el eje Y el porcentaje de personas. En conclusión, la identidad podría ser, bien determinada por una de las características parciales de los cerebros, o bien un promedio de varias características.

## Sexuación de los objetivos de apareamiento
Otro producto de la sexuación del cerebro es la construcción de los objetos sexuales ideales, es decir, la formación de los objetivos marcados de la atracción sexual. Algunas de las propiedades teóricamente diferenciadoras de los cerebros masculino y femenino pueden estar relacionadas con «la construcción del objeto sexual». Así mismo, del mismo modo que los cerebros masculinos se difieren entre sí, aunque se parecen en al promedio «estándar», esas mismas diferencias son las que harán que unos hombres tengan más capacidad para aprender lenguas o de interrelacionarse (caracteres femeninos), mientras que otros tendrán más capacidad para la orientación espacial y la abstracción (caracteres masculinos). Igualmente, esas diferencias pueden trasladarse en la orientación sexual: un hombre atraído por otros hombres, mujeres o ambos en distintas proporciones (caracteres masculinos/femeninos).
Por tanto, la orientación sexual sería una característica más, entre las tan diversas como la
abstracción matemática o espacial y la capacidad de interrelacionar lingüísticamente o socialmente. Claro que con la diferencia de que dicha característica cerebral tiene una transcendencia social muy marcada ya que proyecta relaciones con las demás personas de tal modo que los comportamientos que tienen lugar pueden estar aceptados o no por los demás, por un desconocimiento de las realidades asociado a que los individuos toman como referencia su propio cerebro y lo autodefinen inconscientemente como «normal».
Según un grupo de investigadores suecos dirigido por el doctor Qazi Rahman, experto en biología cognitiva de la Universidad de Londres, una de las diferencias descubiertas entre los cerebros de personas con diferente orientación sexual tiene que ver con las conexiones en la amígdala (cerebro). Los hombres heterosexuales y las mujeres homosexuales tienen más conexiones nerviosas en la parte derecha de la amígdala, mientras que las mujeres heterosexuales y los hombres homosexuales tienen más conexiones en la parte izquierda, lo cual es fundamental para orientar al cerebro cuando éste recibe estímulos del exterior, como por ejemplo la orientación hacia una pareja en potencia.
Este resultado no debe sorprender a nadie, ya que es obvio que las mujeres heterosexuales y las hombres homosexuales sienten una atracción sexual por hombres, y viceversa, por lo que necesariamente debía haber algún componente en el cerebro que así lo generara.
Por supuesto, el hecho de que se observen estas diferencias en la estructura anatómica de los cerebros de personas con distinta orientación sexual no significa, de ninguna manera, que el origen de dicha orientación sea genético ni congénito, pues es obvio que las conexiones nerviosas van estableciéndose conforme transcurre el desarrollo del individuo.

## Medición de los grados de sexuación
Medir la sexualidad es tanto o más complicado como medir la inteligencia o cualquier otro conjunto de aptitudes o capacidades psicobiológicas. Existen intentos muy significativos de medir la orientación sexual como el empleado por Kinsey, pero todavía no se ha estudiado detalladamente cómo medir la identidad sexual, por ejemplo en intersexuales, o cómo medir el grado de femenidad/masculinidad de nuestro cerebro, en comparación con un cerebro estándar de un sexo u otro.
Sin embargo, es posible escoger algunas aptitudes asociadas a un «cerebro estándar» de un determinado sexo, por ejemplo la capacidad de orientarse, la de comunicarse, etc. y medirlas separadamente con un baremo sencillo y normalizado, de tal modo que posteriormente se pudiese validar la representatividad entre sí de diferentes variables, para así aproximarse a una primera estimación de dichos valores de sexuación.